# Fantástico (programa de televisión)
Fantástico fue un programa español de televisión, realizado por Fernando Navarrete y presentado por José María Íñigo, que se emitió por TVE entre 1978 y 1980. Productor Ejecutivo Francisco Iñigo.

## Formato
El programa responde al clásico formato de Contenedor televisivo, inaugurado en España años antes por los programas Siempre en domingo, Tarde para todos y Todo es posible en domingo. Emitido en directo la tarde de los domingos, entre las 15:30 y las 19:30 horas, el espacio incluía información, concursos -a cargo del argentino Joe Rígoli-, humor y actuaciones musicales.

### Secciones
Las secciones de las que constaba el programa eran las siguientes:
- El rostro fantástico.
- Parece que fue ayer.
- ¿Cuánto sabe usted?.
- El conseguidor, con el actor Julio Riscal, que ataviado con ropas estrafalarias, hacía realidad las peticiones que los espectadores hacían llegar al programa por carta.
- Bautizo fantástico.
- Punto de mira.
- ¿Y usted qué sabe hacer?
- Medicina fantástica. Conducido por el doctor Manuel Rosado, que daba consejos calificados como pseudocientíficos para situaciones de emergencia. Como consecuencia de su aplicación, se denunciaron casos de hospitalizaciones, que culminaron con la petición del entonces Ministro de Sanidad, Juan José Rovira, de retirada del mini-espacio.

A partir de enero de 1980, el programa fue rebautizado como Fantástico '80, y contó con nuevas secciones como: 
- Tertulia;
- Mundo mágico;
- Ni bien, ni mal, ni sí, ni no;
- Punto de mira;
- Las estrellas del '80;
- Campeonísimo.[3]

## Premios
- TP de Oro 1978 y 1979 a José María Íñigo, como Mejor presentador.

## Otros programas con nombre similar
Fantástico también era el nombre de un programa franquicia en América Latina, producido por Oscar Sacco y Carlos Sacco. Este programa se emitió en los siguientes países:
- Brasil: Transmitido desde 1973 por la Rede Globo
- Puerto Rico
- Venezuela: Transmitido entre 1980 y 1985 a través de Radio Caracas Televisión  y conducido por Guillermo "Fantástico" González y Neyda Plessman. Hasta 1983 era un maratónico sabatino, al año siguiente pasó a ser vespertino dominical junto a Belen Marrero. En su último año se transmitió de lunes a viernes a las 19:00h en espacios de una hora. En 1986 regresa al horario vespertino de los sábados, mas esta vez con la conducción de Judith Castillo y Lino Ferrer, y duraría sólo unos pocos meses.